# آرون هال (خواننده)
آرون هال (انگلیسی: Aaron Hall; ۱۰ اوت ۱۹۶۴ – تاریخ ورودی نامعتبر است) خوانندگی، ترانه‌پرداز اهل ایالات متحده آمریکا بود. وی از سال ۱۹۸۷ میلادی تاکنون مشغول فعالیت بوده است.